# Mallot groc
El mallot groc (Maillot Jaune en francès) és la peça de roba de color groc distintiva del líder de la classificació general de certes curses ciclistes per etapes, especialment el Tour de França.
La primera edició en què es va fer servir el mallot groc al Tour de França fou en la de 1919. Aquest mallot es va començar a emprar en plena competició. En la sortida de l'onzena etapa, entre Grenoble i Ginebra, el 19 de juliol de 1919, Eugène Christophe fou el primer ciclista a vestir el mallot groc.
El color del mallot fou escollit per Henri Desgrange en record al color de les pàgines del diari L'Auto (més tard s'anomenaria L'Équipe), el principal patrocinador del moment. Amb 96 dies, Eddy Merckx és el ciclista que més dies s'ha enfundat aquest mallot.

## Guanyadors en dues o més ocasions del mallot groc del Tour de França
| Posició | Ciclista            | Victòries | Anys                                     |
| ------- | ------------------- | --------- | ---------------------------------------- |
| 1       | Lance Armstrong     | 7         | 1999, 2000, 2001, 2002, 2003, 2004, 2005 |
| 1       | Jacques Anquetil    | 5         | 1957, 1961, 1962, 1963, 1964             |
| 1       | Eddy Merckx         | 5         | 1969, 1970, 1971, 1972, 1974             |
| 1       | Bernard Hinault     | 5         | 1978, 1979, 1981, 1982, 1985             |
| 1       | Miguel Indurain     | 5         | 1991, 1992, 1993, 1994, 1995             |
| 5       | Chris Froome        | 4         | 2013, 2015, 2016, 2017                   |
| 6       | Philippe Thijs      | 3         | 1913, 1914, 1920                         |
| 6       | Louison Bobet       | 3         | 1953, 1954, 1955                         |
| 6       | Greg LeMond         | 3         | 1986, 1989, 1990                         |
| 6       | Tadej Pogačar       | 3         | 2020, 2021, 2024                         |
| 10      | Lucien Petit-Breton | 2         | 1907, 1908                               |
| 10      | Firmin Lambot       | 2         | 1919, 1922                               |
| 10      | Ottavio Bottecchia  | 2         | 1924, 1925                               |
| 10      | Nicolas Frantz      | 2         | 1927, 1928                               |
| 10      | André Leducq        | 2         | 1930, 1932                               |
| 10      | Antonin Magne       | 2         | 1931, 1934                               |
| 10      | Sylvère Maes        | 2         | 1936, 1939                               |
| 10      | Gino Bartali        | 2         | 1938, 1948                               |
| 10      | Fausto Coppi        | 2         | 1949, 1952                               |
| 10      | Bernard Thévenet    | 2         | 1975, 1977                               |
| 10      | Laurent Fignon      | 2         | 1983, 1984                               |
| 10      | Jonas Vingegaard    | 2         | 2022, 2023                               |